# Tortella inclinata
Tortella inclinata là một loài Rêu trong họ Pottiaceae. Loài này được (R. Hedw.) Limpr. miêu tả khoa học đầu tiên năm 1888.

## Hình ảnh

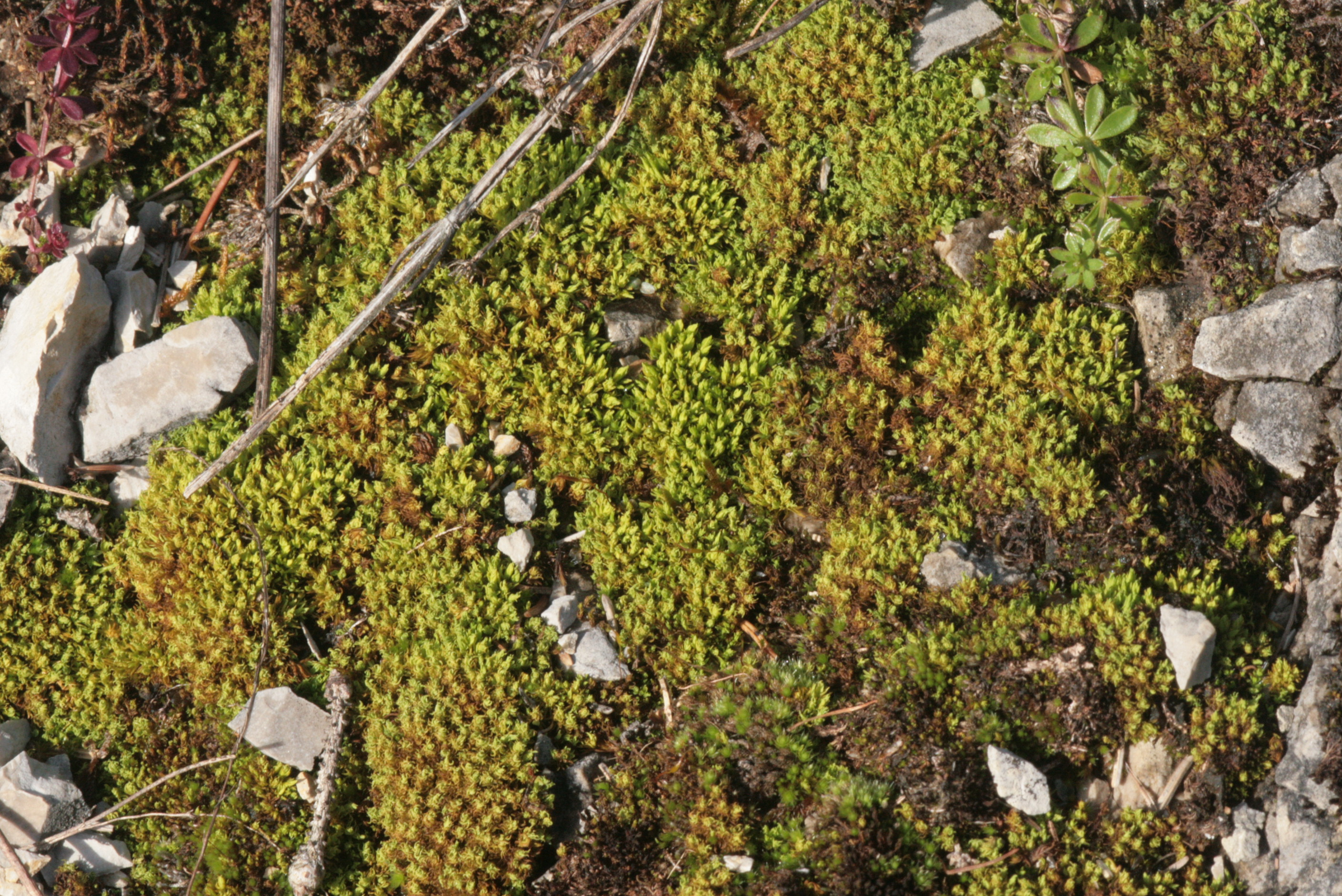
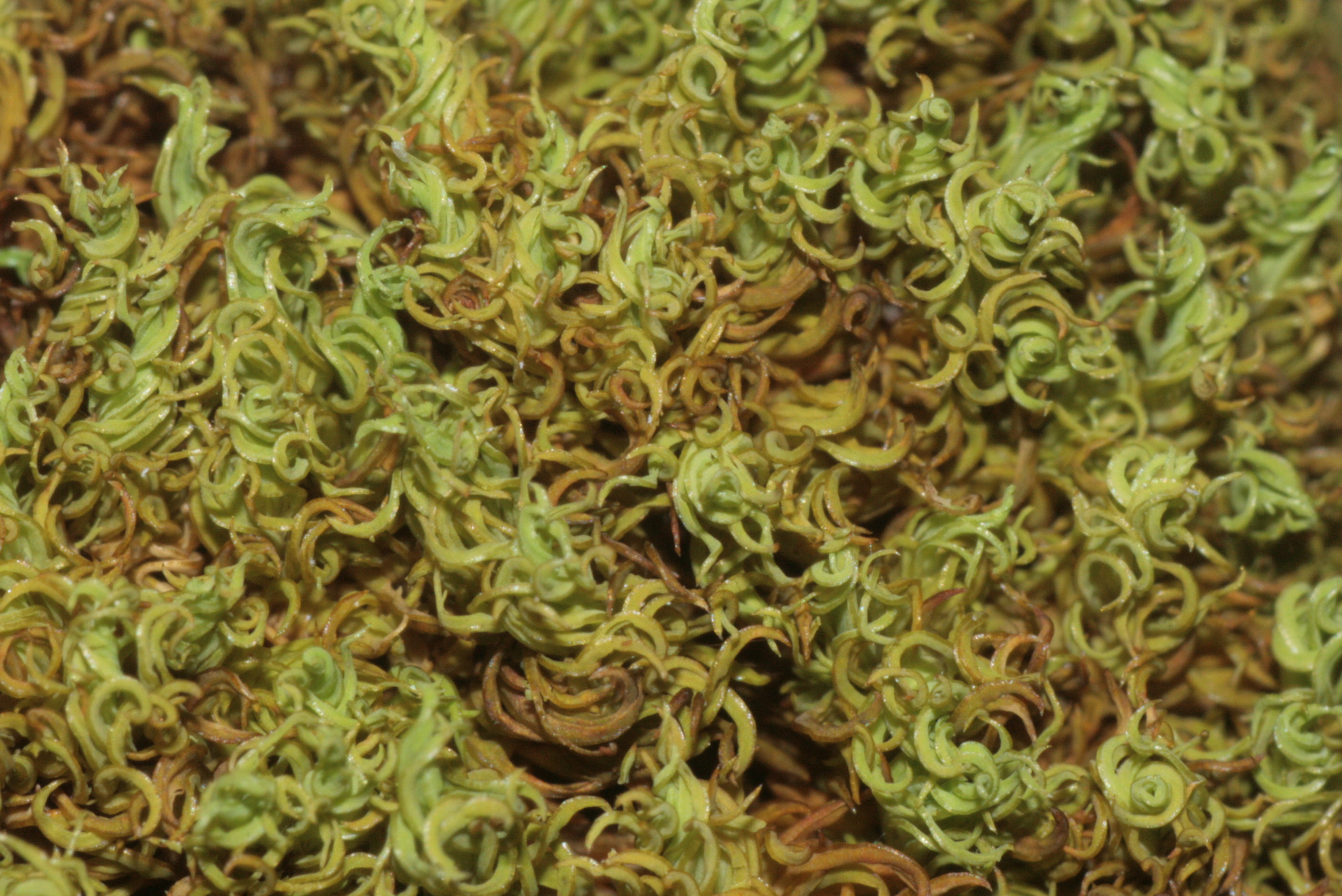
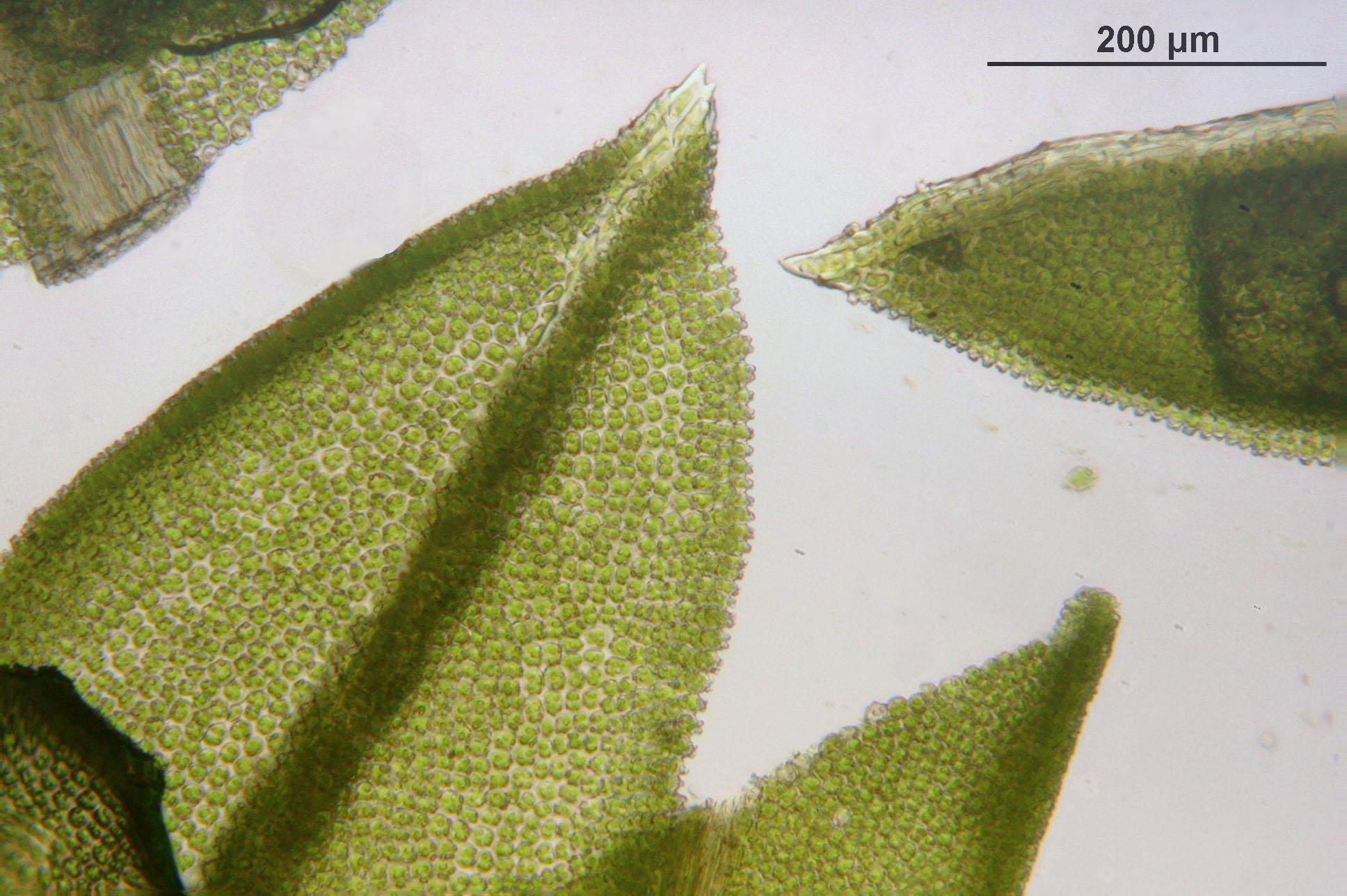
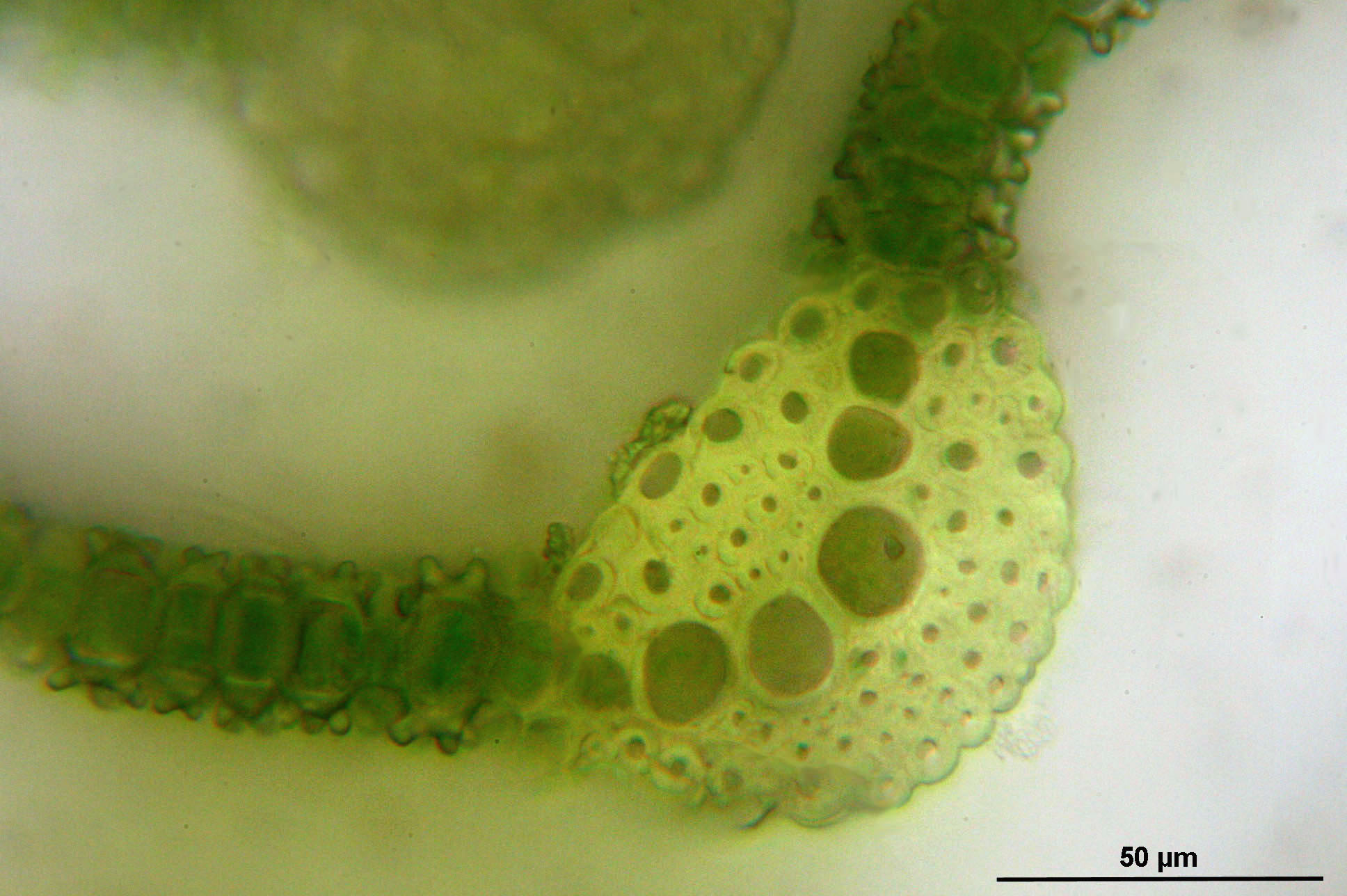